# Razorlight
Рејзорлајт (енгл. Razorlight) је енглески инди рок бенд којег је у Лондону током лета 2002. године основао фронтмен и гитариста Џони Борел.

## Биографија бенда
Њихов деби албум,  издат је 28. јуна 2004. године, достигнувши треће место на британским албумским листама 4. јула7. 2004. Реакције критичара су биле генерално добре, јер су добили добре критике од NME, Q магазина и Билборда, премда су били оптужени за недостатак маште и неоригиналност због наводног позајмљивања идеја од осталих утицајних бендова, посебно Строукса. NME је написао да албум: „одише страшћу, енергијом, и оно што је најважније, одличним песмама“, док су на другом месту описани као „скоро све што је погрешно у рок-ен-ролу данас“. Њихови фанови, међутим, воле музику збох простих мелодија и композиција из више нивоа.
Фронтмен Џони Борел је изазвао контроверзу и изненађење када је поистоветио себе са музичком легендом Бобом Диланом. Бенд је постао веома популаран на лондонској музичкој сцени када је стигао тамо раније те године. Велика навала је поузроковала да бенд одржи још свирки, укључујући и ону у Александра палати са преко 7000 људи. Албум је доста рекламиран у Уједињеном Краљевству и сада је признат као један од најбољих албума 2004. године.
На овом албуму, Џони Борел је снимио свој број телефона на песму "Vice". Број је (наводно) 07761010233. Овај албум је поново издат априла 2005. године, укључујући и претходно необјављени сингл "Somewhere Else", који је достигао друго место на листама. То је био њихов највећи сингл до данас.
Јула 2005. године, бенд је свирао у Хајд Парку у Лондону, што је био део Live 8 серије концерата. Међутим, бенд се нашао у неповољној ситуацији зато што није донирао вишак зараде у добротворне сврхе. Чланови Рејзорлајта тврде да нису могли то да ураде с обзиром на њихов „статус неискусне групе“.
Рејзорлајт је подржао групу Оејзис децембра 2005. године, на Миленијумском стадиону у Кардифу. Бенд је такође подржао Ричарда Ешкрофта у његовој свирци у Ланкаширском окружном крикет клубу 17. јуна 2006. године
Дана 3. априла 2006. године, пустили су на свој сајт песму са новог албума, од око 18:00 до 19:00 BST. Према NME.COM, песма се звала "Pop Song 2006". Према интервјуу са Planet Sound, ово је био само радни назив песме и направљена је као одавање части песми бенда R.E.M., "Pop Song '89". Чланови бенда су планирали да је назову "Small Town Heroes", али нису то рекли људима у продукцији.

## Дискографија

### Студијски албуми
- Up All Night (2004)
- Razorlight (2006)
- Slipway Fires (2008)
- Olympus Sleeping (2018)

### Синглови
| Година | Назив          | Место на листи | Место на листи | Место на листи | Албум         |
| Година | Назив          |                |                | .              | Албум         |
| ------ | -------------- | -------------- | -------------- | -------------- | ------------- |
| 2003.  | “”             | #56            | -              | -              |               |
| 2003.  | “”             | #42            | -              | -              |               |
| 2004.  | “”             | #27            | -              | -              |               |
| 2004.  | “”             | #9             | #11            | #32            |               |
| 2004.  | “”             | #18            | #32            | -              |               |
| 2004.  | “ (реиздање)”  | #20            | #36            | -              |               |
| 2005.  | “”             | #2             | #2             | #36            | (реиздање)    |
| 2006.  | “”             | #3             | #15            | -              |               |
| 2006.  | "              |                |                | -              |               |
| 2006.  | "              |                |                | -              |               |
| 2007.  | "              |                |                | -              |               |
| 2008.  | "Wire to Wire" | #3             |                | -              | Slipway Fires |